# Simulium dieguerense
Simulium dieguerense är en tvåvingeart som beskrevs av Vajime och Dunbar 1975. Simulium dieguerense ingår i släktet Simulium och familjen knott. Inga underarter finns listade i Catalogue of Life.